# Kodeks 0143
Kodeks 0143 (Gregory-Aland no. 0143) ε 08  (Soden) – grecki kodeks uncjalny Nowego Testamentu na pergaminie, paleograficznie datowany na VI wiek. Rękopis jest przechowywany jest w Bodleian Library (Gr. bibl. E, 5 (P)) w Oksfordzie.

## Opis
Do dziś zachowała się jedna karta kodeksu (14,5 na 6 cm) z tekstem Ewangelii Marka (8:17-18,27-28).
Tekst pisany jest jedną kolumną na stronę, w 24 linijkach w kolumnie.

## Tekst
Tekst kodeksu reprezentuje mieszaną tradycję tekstualną. Kurt Aland zaklasyfikował go do kategorii III.

## Historia
Aland datował kodeks na VI wiek. W ten sam sposób datuje go obecnie INTF.